# معابد غار ماهابالی پورام
معابد غار ماهابالی پورام بخشی از مجموعه تاریخی ماهابالی پورام هستند که در تپه واقع در شهر
مشرف به ساحل کوروماندل از خلیج بنگال در بخش کانچی‌پورم در تامیل نادو، هند قرار دارند. این غارها در قرن ۷ میلادی به سبک مامله ای از دوره پالوا برش خورده و با تابلوهایی تزئین شده‌اند. آنها از معابد غار آدیرانچاندا که مربوط به دوره ماهندراورمن قرن هشتم است، تفکیک شده‌اند. بقایای دیده شده در غارها همچنین حاکی از آن است که در هنگام ساخت، آنها گچ کاری شده و رنگ آمیزی شده‌اند. یکی از برجسته‌ترین مجسمه‌ها در غار، الهه دورگا (شکلی از الهه شاکتی) است که یک شاهکار از هنر هند در نظر گرفته شده است. بسیاری از غارهای دوره پالاوا ناقص مانده‌اند. روش ایجاد این غارها شامل ایجاد چهره صخره ای صاف، سپس بریدن ستون‌ها از بین جنس صخره‌های صیقلی با اندازه مورد نیاز و سپس حکاکی برجسته بر روی دیواره‌های غار است.
بعضی از معابد غار در یونسکو ثبت شده‌اند و برخی دیگر مانند کونری مانتاپا، یالی مانتاپا و مانتیاپا کوتاییال در این فهرست قرار ندارند. تمام غارها در اینجا دارای یک نقشه ساده و سبک معماری زیبا هستند. و بخشی از مجموعه تاریخی ماهابالی پورام هستند که از سال ۱۹۸۴ به عنوان میراث جهانی یونسکو معرفی شد.
در ماهابالی پورام بناهای سنگی بسیار زیادی وجود دارد. یونسکو از اصطلاح "cut-ins" برای اشاره به غارهای صخره ای استفاده می‌کند که به عنوان معابد استفاده می‌شوند؛ و از اصطلاح "cut-outs" برای مونولیت‌های گرانیتی برش داده شده که به عنوان معابد استفاده نمی‌شوند استفاده می‌کنند.

## جغرافیا

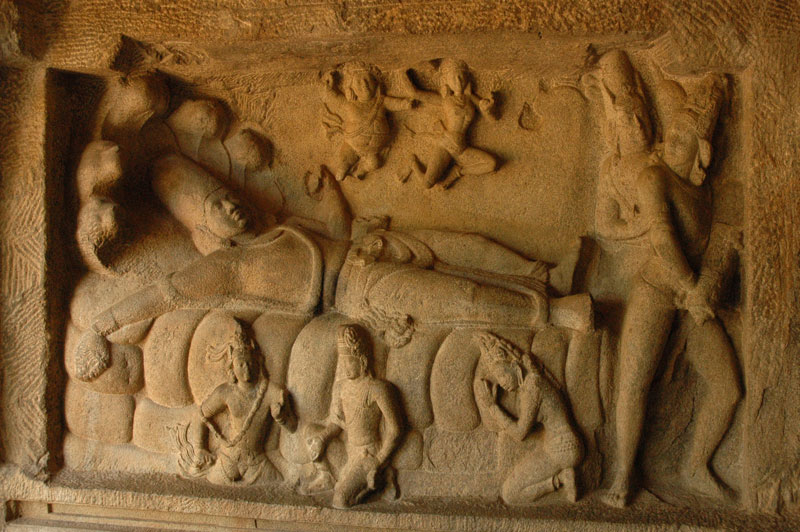
ویشنو در یک موقعیت خلوت بر روی مار در معبد غار ماهیشاسوراماردینی قرار داشت.

اکنون در بخش کانچی‌پورم، آنها تقریباً ۵۸ کیلومتر از شهر چنای (قبلاً مادراس) و حدود ۳۲ کیلومتر از چینگلفت فاصله دارند.
.

## تاریخ
غارها بیانگر معماری به سبک انتقالی است که در زمان حکومت پادشاهان مأندرا وارمن اول و رجاسیما به نام مامالا معروف شده‌اند و این سبک توسط پسرش پارامشواروارمن اول ادامه یافته‌است. تحقیقات تاریخی نیز تأیید کرده‌است که شهر مهابالی پورام پس از آن که به نام ممالا نامگذاری شده تأسیس شده‌است و غارها و راهروها به دوره او مربوط به سال ۶۵۰ میلادی است. این مسئله که مهابالی پورام بندری شلوغ بود و در دوران حکومت ماسالا مرفه بود، گواه این واقعیت است که شوان‌زانگ، مسافر چینی در سال ۶۴۲ میلادی در اینجا به عنوان میهمان دربار عظمت شهر و پادشاه آن را ثبت کرد.

## طرح
معابد غار، معابد یکپارچه و معابد ساختاری مجسمه پالوا متفاوت هستند. در مقایسه با غارهای آجانتا، ابعاد کمتری دارند و نقشه‌های ساده ای دارند. ستون‌ها باریک و چند وجهی هستند.

## نشانه‌ها

### کریشنا
معبد غار کریشنا مربوط به اواسط قرن هفتم است. ورودی آن با ستونهایی منتهی به یک سالن دیده می‌شود. حکاکی قابل توجه در داخل غار یک تابلو تراشیده شده‌است.

### ماهیشاسوراماردینی
معبد غار ماهیشاسورا مردینی نزدیک به فانوس دریایی در بالای تپه است. این شهر دارای دو نقاشی حکاکی شده دورگا، الهه مادر در هر دو انتهای سالن طولانی غار است که بر روی شیر خود سوار شده‌است یا وسیله نقلیه خود را با تمام سلاح‌ها نشان می‌دهد. یک اتاق نیز وجود دارد که یک نقاشی حک شده از ویشنو را نشان می‌دهد.